# イオンスタイル新茨木
イオンスタイル新茨木（イオンスタイルしんいばらき）は、大阪府茨木市にあるイオンリテール株式会社が運営するショッピングセンター。

## 概要
かつて阪急電鉄茨木市駅前にあったジャスコ茨木店（1965年開店）の後継店舗の位置づけで、1986年7月31日に現在の位置にジャスコ新茨木店を核店舗としたショッピングセンター「茨木ショッピングタウン」として開店した。ジャスコ茨木店は同年7月中旬まで営業を行い、跡地は現在茨木市が運営する阪急茨木北口駐車場として、自動車および自転車の駐車場になっている。
茨木市の東部に位置し、開店当時は同地区最大規模の店舗だった。
当SCの150m北側にダイエー茨木店（1968年開店、後のトポス茨木店で2002年閉店）があったのをはじめ、阪急茨木市駅周辺の長崎屋茨木店（1971年開店／2002年閉店）、ニチイ茨木店（1974年開店／1990年閉店）、JR茨木駅周辺のイズミヤ茨木店（本館は1970年開店で2020年閉店、別館は1974年開店で2001年閉店）といった競合店が多数乱立していたが、現在はいずれも閉店している。
ジャスコ新茨木店の初代店長は、現在イオン株式会社の取締役兼代表執行役社長の岡田元也が務めた。
開店当初の店舗テーマは「生活宝島」で、それ以前のジャスコとは違うコンセプトやレイアウトを積極的に取り入れ、インテリアやサービスの質も向上させるなど高級化を図り、斬新な店舗展開を行った。このジャスコ新茨木店での取り組みは、既存のGMSを見直すきっかけとなった。
およそ25年が経過した2011年4月15日に、全館を改装してリフレッシュオープンを行った。
その6年後の2017年6月3日に、全館を改装し「イオン新茨木店」から「イオンスタイル新茨木」に名称を変更、関西初のグランド・ジェネレーション（G.G）ストアとしてリニューアルした。これと同時に玩具や子供服などの取り扱いがなくなった。
なお近隣には、イオンモールが延床面積60,000m2を超える大型ショッピングセンター「イオンモール茨木」（旧：マイカル茨木）をJR茨木駅前に展開している。

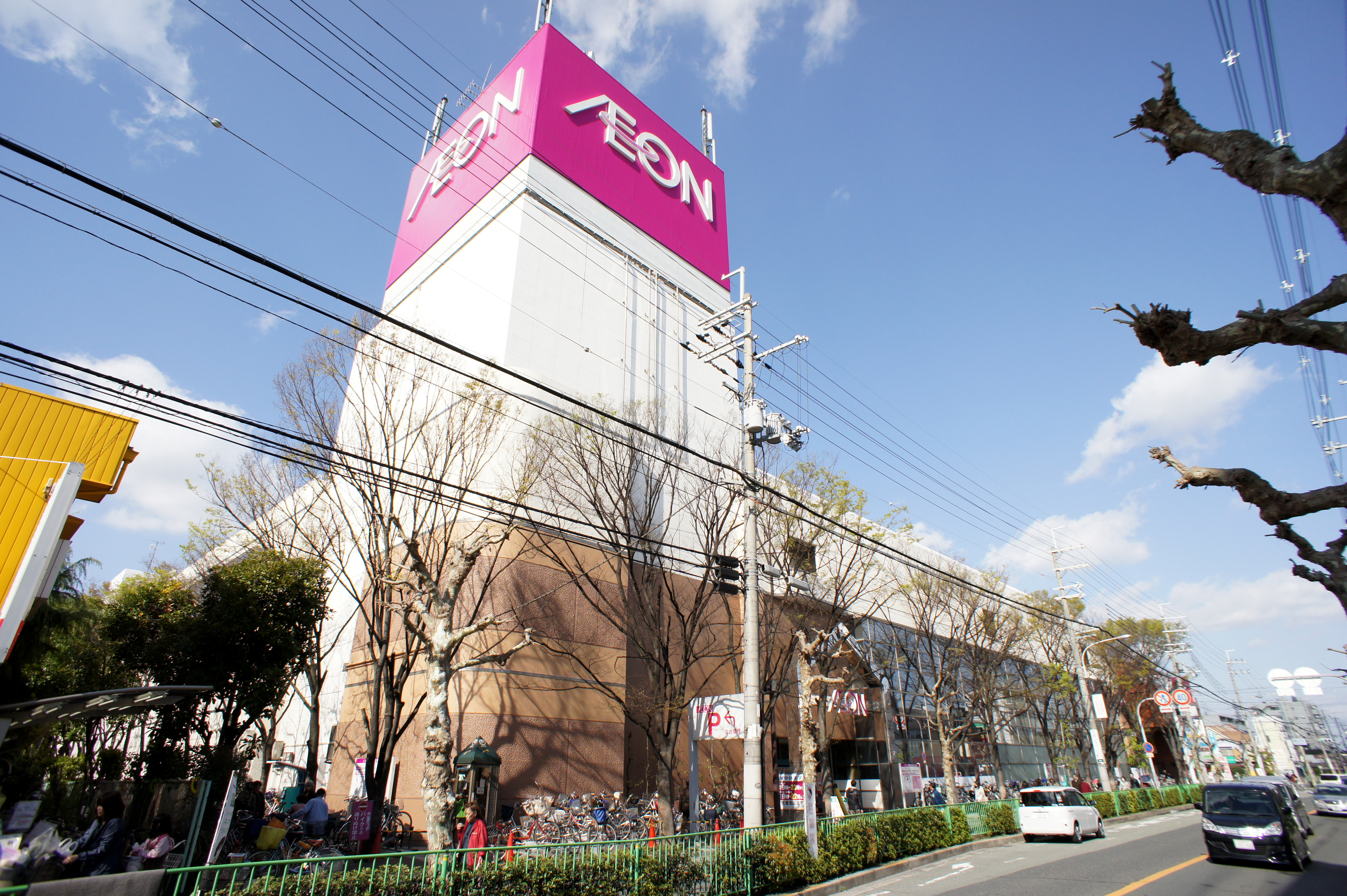
イオン新茨木店時代の店舗外観（東西通り側）
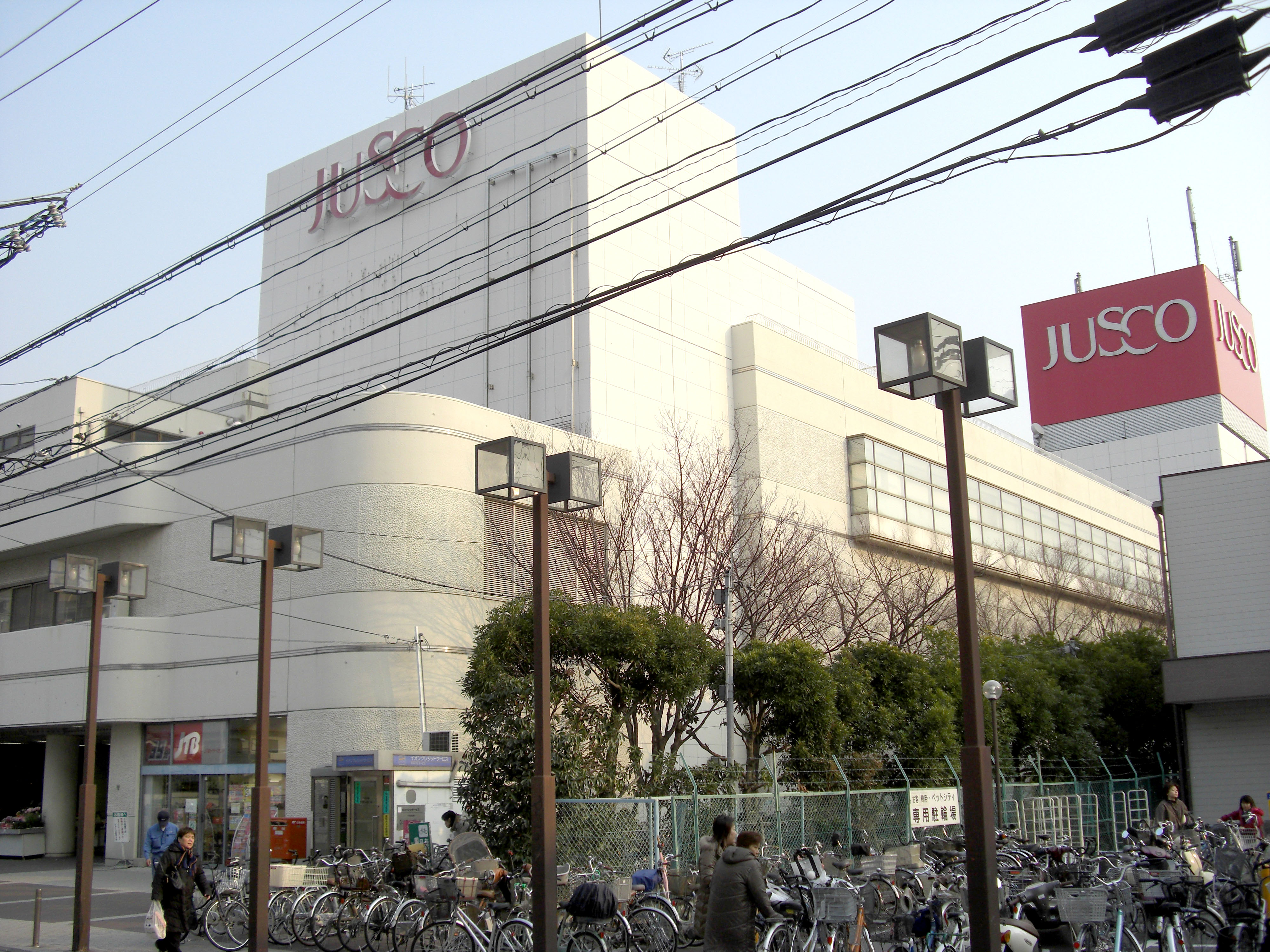
ジャスコ新茨木店時代の店舗外観
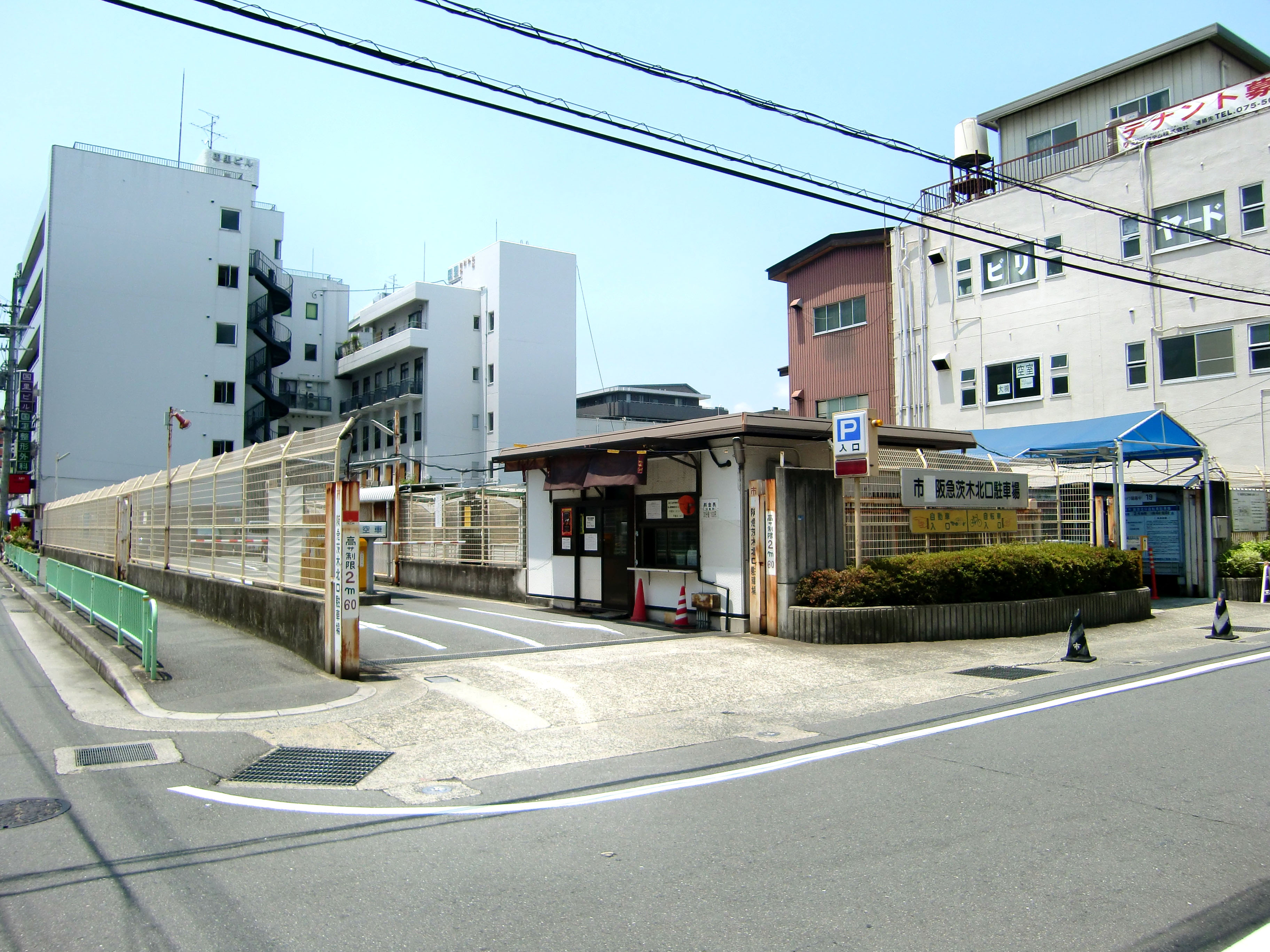
旧ジャスコ茨木店跡地 （現：茨木市阪急茨木北口駐車場）

## 沿革
- 1986年7月31日 - 茨木ショッピングタウン開業（核店舗：ジャスコ新茨木店）
- 2011年3月1日 - ジャスコ新茨木店が「イオン新茨木店」に名称変更
- 2011年4月15日 - 全館リニューアルオープン
- 2017年6月3日 - 全館リニューアルオープン、「イオン新茨木店」から「イオンスタイル新茨木」に名称変更

## フロア
- 1階　食料品・日用品のフロア
- ガーデニング・銘店・イオンリカー
- 2階　婦人と紳士のファッション・薬品のフロア
- 3階　暮らしの品のフロア
  - イオンラウンジ
  - いばらき茶屋
- R階　屋上駐車場

なお、2階〜3階部分には吹き抜けがあり、イベント等が開催されるほか、からくり時計も設置されている。

## 営業時間
- 最長で7:00-23:00。売り場やテナント毎に営業時間が異なる